# 保齡球

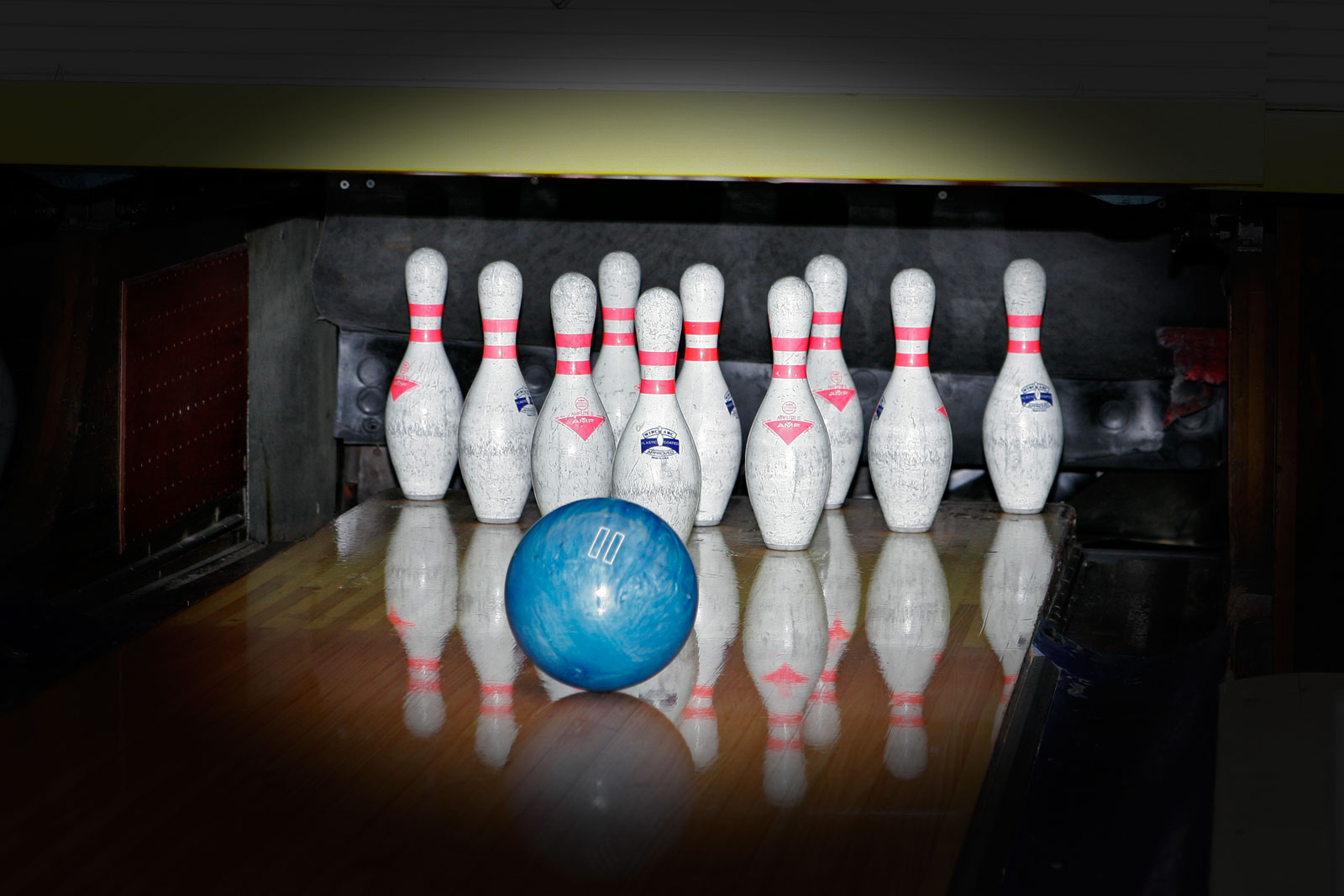
進行中10瓶制保齡球，可以看到保齡球及球瓶

10瓶制：全倒（strike）

10瓶制保齡球（英語：Ten-pin bowling），中文多簡稱保齡球或保齡（bowling），是一種由持球者使球（稱為保齡球）延著一條木製或合成物料的球道滾動，並擊倒球道終端排成正三角形的10個球瓶的運動。這種保齡運動所使用的保齡球上有3個球孔，可以讓持球者將手指插入孔中持球，球重也按持球者而異。許多國家有職業保齡球比賽。
此一運動在加拿大、美國、英國、愛爾蘭及澳洲都稱，但在美國東北部的新英格蘭特別稱為「（10瓶保齡球）」或「（大球保齡）」，因為1880年時在马萨诸塞州伍斯特出現了另一種瓶身筆直，類似蠟燭的直瓶制保齡球（candlepin bowling），另外也有一種球樽較低矮渾圓的短瓶制保齡球（duckpin bowling），發明於1895年。而加拿大本身也有一種5瓶制保齡球（five-pin bowling），這三種保齡運動所使用的保齡球相比10瓶制保齡球，直徑較小，重量較輕，球面也沒有球孔。

## 名稱
“保齡球”这一中文名称是英文的音译。早先被意译为“地球”，如1928年開業的天津勸業場「八大天」娛樂設施中的「天緯地球社」和，另外1973年北京电影制片厂出品的南斯拉夫译制片《瓦尔特保卫萨拉热窝》中的“库斯曼地球厅”是一个有两条球道的保龄球场。

## 設備和裝備

### 球道

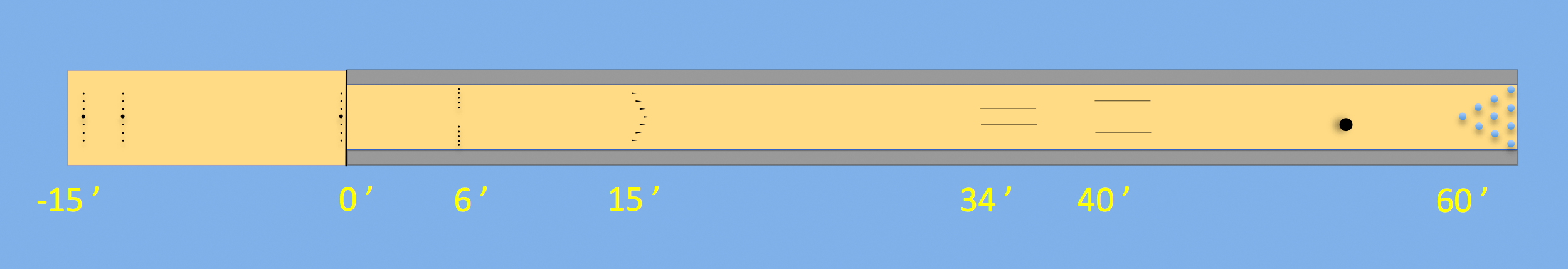
按比例繪畫的10瓶制保齡球球道，左方為走道，走道前的黑線是犯規線，中間為滾球道，兩旁灰色的是球坑，15英尺處是目標箭頭，最右邊是球瓶區。由犯規線到最接近球手的一號樽距離60 ft—是球道寬度41.5 in的17倍以上。球手站在投球區時，由於前縮透視的視錯覺關係，球樽看起來比實際上更靠攏，也因此讓人誤以為需要投出更刁鑽的投球角度。

球道由助走用的走道（approach），還有讓球滾動的滾球道和放置球瓶的球瓶區（pin deck）所構成。球道地面材質一般為可耐保齡球撞擊的漆樹、松樹或其他人工材質（如聚氨酯）。為了進一步保護表面，會在上面塗上一層特殊的防護漆。
球道寬41.5英寸（1.05），由39塊寬約3（1.2英寸）、長約153（60英寸）的細長板條併合而成。犯規線到1號球瓶的距離為60英尺（18），1號球瓶到球道末端距離約34英寸（0.86）。犯規線後約15英尺（4.57）處畫有一組目標箭頭，幫助球手瞄準，目標箭頭通常有七個，中間一個最接近球樽，兩側的箭頭逐漸往後。犯規線前另有兩組平排的圓點，分別距離犯規線12英尺（3.66）和15英尺（4.57），幫助球手站位。球道兩邊有球坑。
走道由犯規線起計算最少15英尺（4.57）長，地面必須平整無任何障礙物，而且必須比球道寬。一般保齡球場設計為球道並排，投球區不會獨立設置而是和旁邊球道的投球區相連。

### 球瓶
球瓶的材質多為漆木（常見為楓木），經車床整理，外層包覆塑膠材質，基本顏色為白色，樽頸最窄位置常有紅線環繞，方便察看。球瓶高15英寸（38.1），最粗部份直徑4.76英寸（12.09），底部直徑2.03英寸（5.16）。重量約3.375磅（1.5）到3.625磅（1.6）不等。一組十個球瓶中，最重的和最輕的不能差超過4盎司（110克）。球樽以正三角形方式排列，最接近球手的樽為1號樽，第二排由左至右順序為2、3號樽，如此類推。

### 球
材質限定為非金屬材質。現今均是中心以高强度塑料或陶瓷材料製成，外層用硬質橡膠、塑膠或玻璃纖維包圍而成。直徑8.5英寸（22），圓周27英寸（69）。重量上限16磅（7.3），球手可憑喜好選擇所使用的保齡球重量，通常為8到16磅。
| 磅   | 8   | 9   | 10  | 11  | 12  | 13  | 14  | 15  | 16   |
| 公斤 | 3.6 | 4.0 | 4.5 | 5.0 | 5.4 | 5.9 | 6.4 | 6.8 | 7.26 |

選擇球重應以個人經驗以及所能負荷的能力來判斷，如果勉強使用太重的球容易產生運動傷害，或影響控球而導致得分下降。有個說法是「自己的體重除以10」所得到的就是你所該拿的球重，但並沒有實質證據支持。
球面上有三个洞，讓球手分別插入拇指、中指和無名指（食指和小指放在球面作控制和平衡），方便抓住和丟出球。一般新買的球上面沒有球洞，需要請專人鑽洞。
打出的球連同被擊倒的球樽會在球道末端被機器回收並分離，球樽分配器會把球樽排好並放回球道，迴送機會把球通過球道下面的軌道送回走道前的球架。

### 球鞋
打保齡球所穿的球鞋左右鞋底各有不同。右手持球者穿著的球鞋，右腳的鞋底有橡膠，左腳的鞋底有皮革或布塊，方便丟球時左腳的滑步動作。左手持球者相反。而球館提供的公用球鞋則左右兩腳都有皮革或布塊。

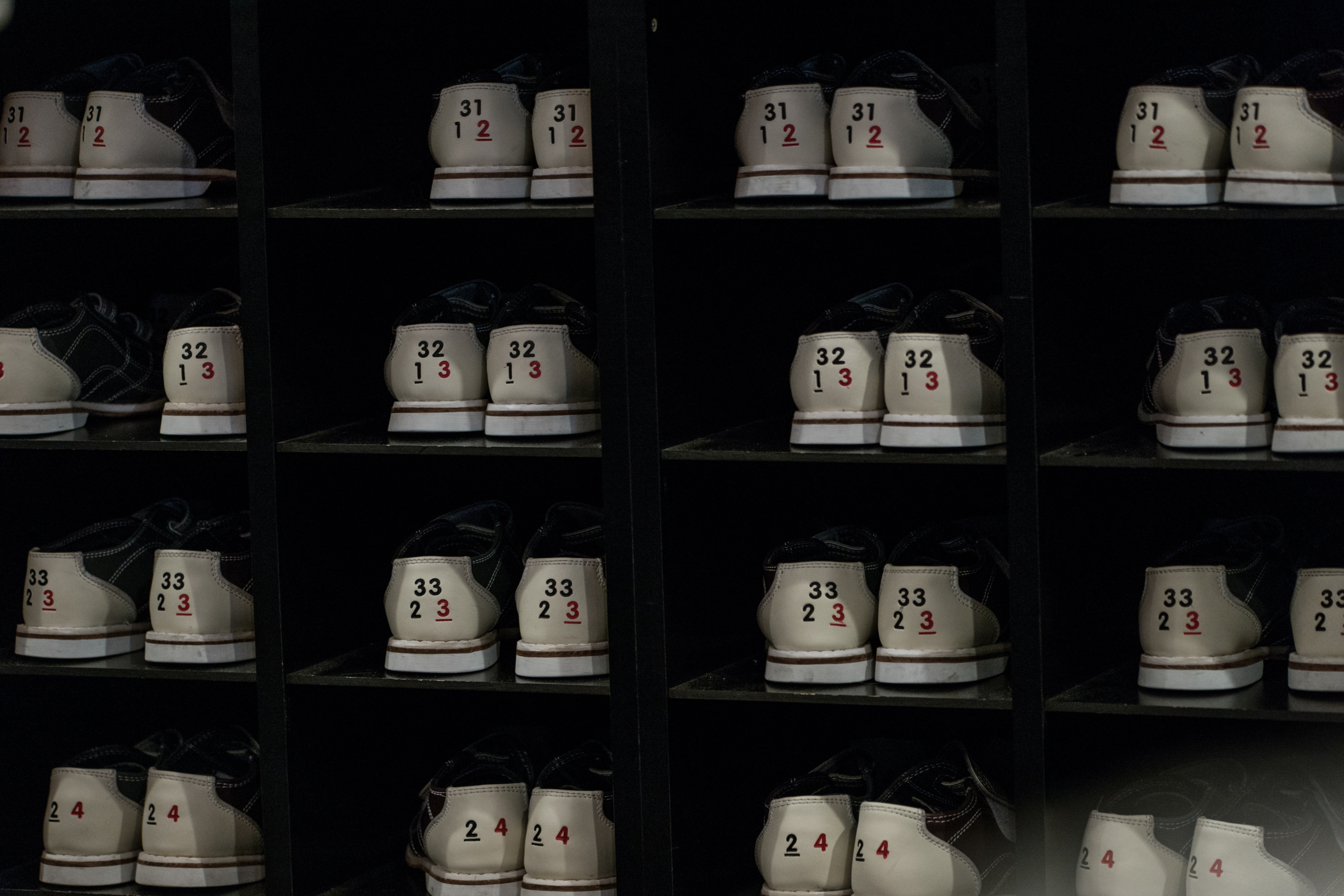
保齡球鞋
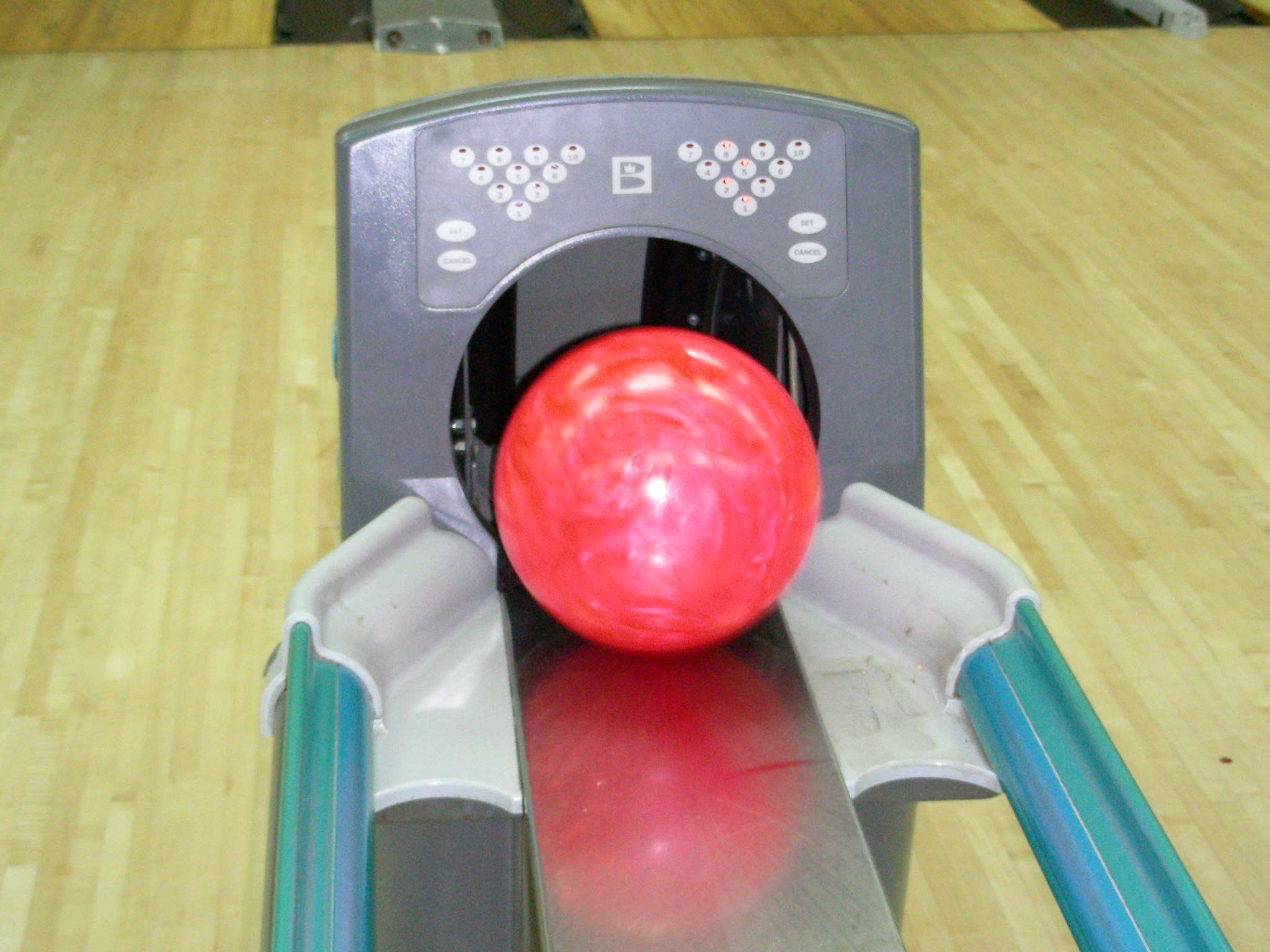
保齡球，剛從迴送機送回選手區
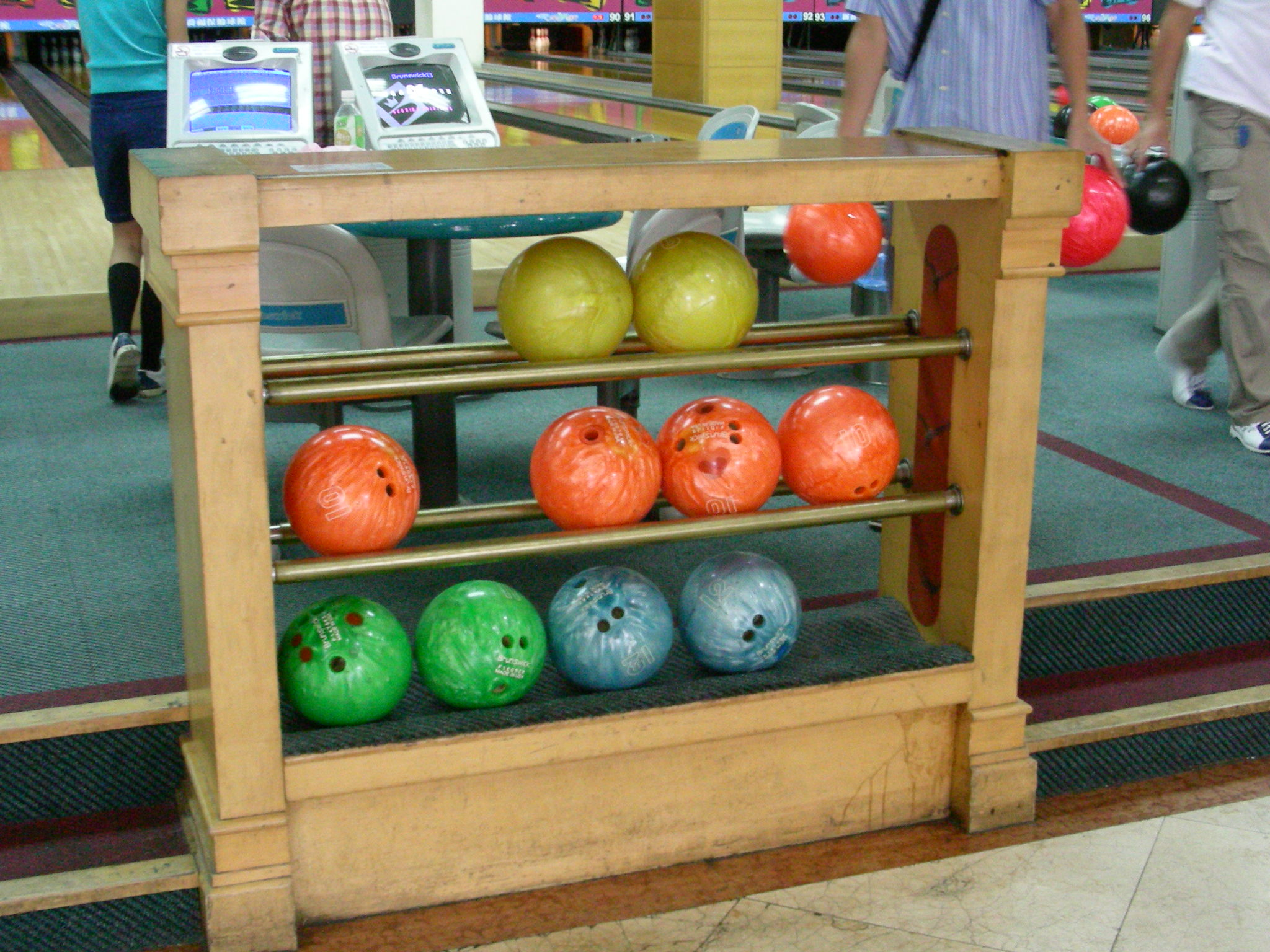
公用球
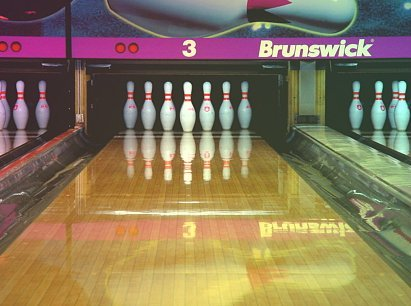
保齡球球道

## 記分方式
一場保齡球比賽記分單位是局（game），每局共有10個計分格（frame）。每個計分格最多有兩次投球（roll）的機會（第10格則最多三次投球）。如果一個計分格的兩次投球後沒有把全部10個樽擊倒（英語：open frame），那麼每擊倒一個樽就得一分，例如第一投打倒4樽，第二投打倒2樽，那麼這個計分格就積6分。
如果第一次投球就打倒全部球瓶，這個記分格就記全倒，計分表上以“Ｘ”標記，這個計分格結束，不設第二投。若一個計分格的第一投沒有擊出全倒，則可以再投第二次，且如果把剩下的球瓶都擊倒就記補中，計分表上以“（第一投的樽數）+／”標記。全中和補中的計分方式有所不同：

### 傳統方式

傳統方式下的全中記分

如果擊出全中，該計分格的分數就是這次投球擊倒的10分再加上之後兩次投球所打倒的球瓶分數。以右圖例子而言，計分格1打出全中，本格得分為：本格擊倒的球樽數目（10）+之後兩次投球擊倒的球樽總數（3 + 6），即19分。計分格2先擊倒3樽再擊倒6樽，本格共得9分，兩格下來共積19 + 9 =28分。

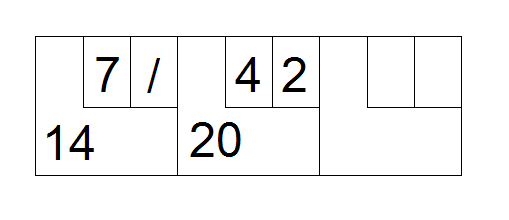
傳統方式下的補中記分

如果擊出補中，該計分格的分數需要擊倒十瓶的10分再加上後面一次丟球所打倒的球瓶分數。以右圖例子而言，計分格1擊倒7樽後補中，本格得分為：本格兩次投球擊倒的球樽總數（7 + 3 = 10) +之後一次投球擊倒的球樽數目（4），即14分。計分格2先擊倒4樽再擊倒2樽，本格共得6分，兩格下來共積 14 + 6 =20分。
而如果在每局的第十計分格打出全中，就會再多出兩次投球的機會；第十計分格打出補中，就會再多出一次投球的機會，這樣才能決定第十個計分格的分數。換言之，第十個計分格最多可投球三次。也由於這個特別的計分方式，所以打出全中或補中時，計分系統不會顯示當前計分格的積分，直至下一次或兩次投球完成。

### 國際化方式
如果擊出全中，該計分格直接算30分，即使連續擊出全中，分數亦不會累算。
如果擊出補中，則記第一次投球的瓶數+10分，即最低10分（第一投打空、第二投補中），最高19分（第一投打9樽、第二投補中）。
不論是傳統還是國際化計分方式，單局最高分都是300分，即連續投出12個strike，每個計分格得30分。而該局又被稱為「完美局」（perfect game）。
國際化計分只要10局10球全倒，即完美球局300分。

## 球路
常見的保齡球球路包括「直球」（straight）、「單手曲球」（Hook）、「飛碟球」（UFO）、反曲球（Back-Up）及雙手曲球（Two-Hand）。
- 直球系球路（直球、飛碟）
  - 直球：一般初學者最先接觸的一種球路，球面旋轉會朝著球行進方向旋轉，但破壞力程度較低。常用球重為10至15磅都有。曲球系選手只要遇到如10號瓶的殘瓶，除了用不會有轉彎反應的POLY球以外，也會用主攻球或其他球以直球的方式解Spare。
  - 飛碟球：由臺灣球手發明，也是臺灣球手最常使用的一種球路，球面在行進時呈現水平側旋的方式，球的行進路徑較曲球直線，如果命中理想擊球進點時破壞力比較強大，反之則弱。飛碟球的釋球是將手轉向180度出手（即球離手時，手心向後，而非一般手法的向前），而手指脫孔順序會影響球在球道後段的變化，例如中指無名指先出手會讓球形成退板的現象。由於飛碟球是一種旋轉球路，磅數較重的球比較不容易控制，故常使用11磅左右的球。
    - 因為臺灣人獨創此球路，在1990年代因表現甚佳被冠以「飛碟王國」的稱號，可惜在2005年後因為新球道油路導致表現走下坡，在2014仁川亞運時，中華台北队男子組選手因為未達標準而未參賽，使得該屆僅有女子組選手參加。2018年捲土重來，在2018年亞洲運動會獲得1銀2銅的好成績。飛碟球在亞洲(特別是中國大陸、香港、臺灣、印度、馬來西亞)非常盛行，相對於其他國家和地区(包含歐美、日本、南韓)反而以曲球為主，故使用曲球打法的國家在國際賽事中佔有一席之地。
- 曲球系球路（單手曲球、反曲球、雙手曲球）
  - 單手曲球：世界大多數職業選手所使用的一種球路，球在行進過程中呈現逆水平方向旋轉（例如向球道右側投球，但球本身以逆時鐘方向向左旋轉），到球道四分之三時球會轉彎進而打中球瓶，破壞力極大。曲球的缺點是，如果有10號瓶等右邊殘瓶時，需使用Poly（塑膠）材質的補中球方能解決。常用球重在14至16磅之間。而補中球重量通常比中球輕。因破壞程度強，有些像臺灣、中國大陸等以飛碟球為主流的國家和地区也有打曲球的好手。例如臺灣的鄭行超、陳冠燁、沈映德、陳振軒

~等。
- -     - 曲球也依球的轉速高低分為Stroker、Twinner、Cranker等三種，stroker手腕動作較小，轉速和球速都低，球的軌跡較平滑，相反cranker手腕動作最大，轉速和球速高，球會在球道末端急劇轉向，twinner界乎兩者之間。
    - 釋球方式有兩種：鉤球式（適合曲球初學者，轉速中間偏慢）與溜溜球式（職業選手常用，特點是轉速較高）。

  - 反曲球：與曲球的行進方式相反，右手持球者投出向右側旋轉的球，比較適合女性選手使用。例如日本的岩見彩乃。最近在一位隸屬於PBA(美國職業保齡球協會)的選手安東尼·西蒙森(Anthony Simonsen)也在比賽時不時用反曲球來應付球道後期的變化。
  - 雙手曲球：由PBA球星Jason Belmonte發明，是一種用兩隻手持球，然後用雙手讓球做出側旋動作的球路，其特點是不用特地塞進大拇指也能有如此功效。雙手曲球與單手曲球的路徑無異，但轉速有別於單手曲球高，是所有球路中對球瓶之破壞力最高的一種球路。知名的雙手曲球的選手有PBA的Jason Belmonte、Kyle Troup、Osku palermaa

等，臺灣方面，有李英齊、藍少崗等也是用雙手曲球。

## 殘瓶的命名

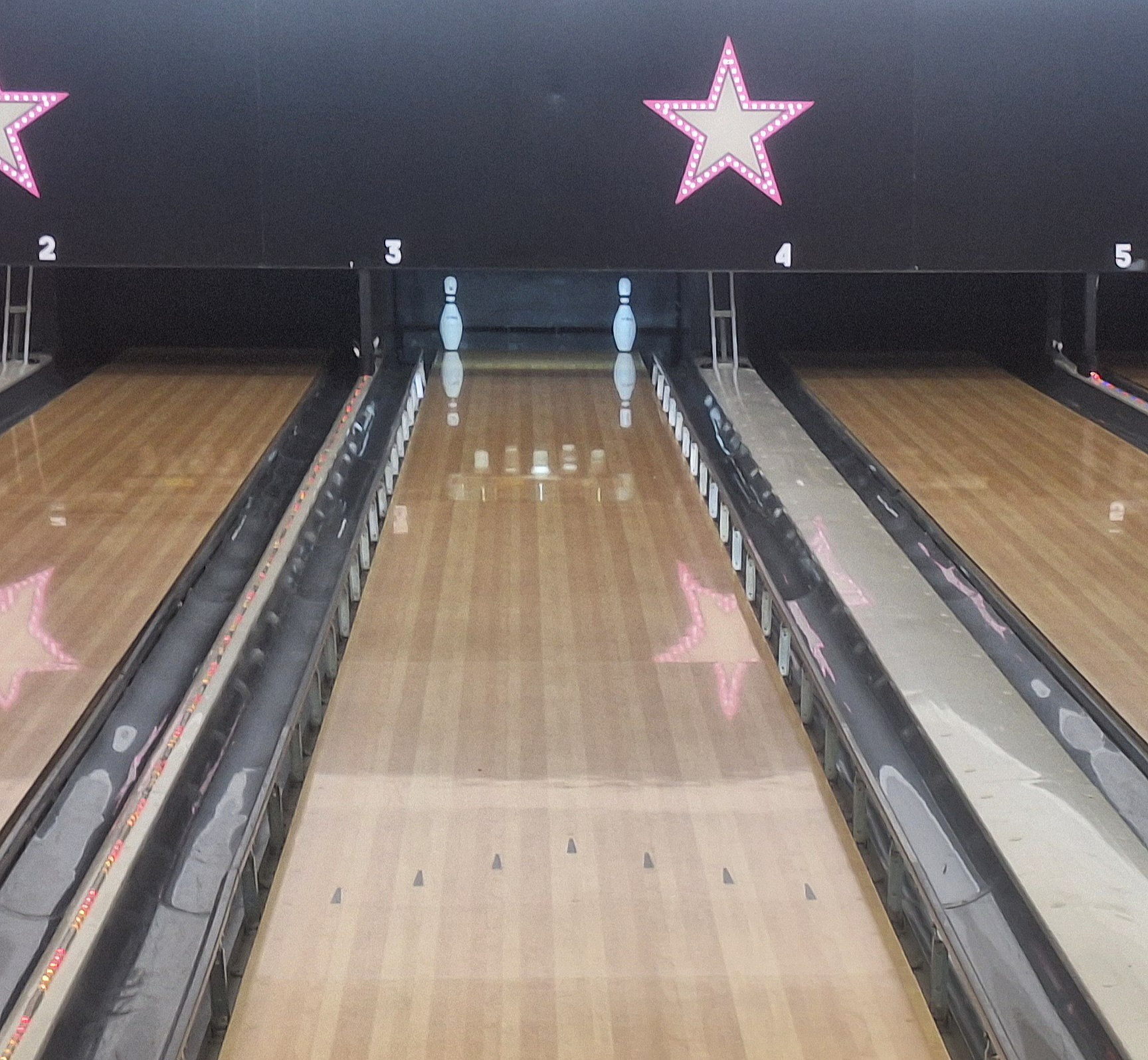
保齡球道上的 7-10 殘瓶，為難道最高的組合

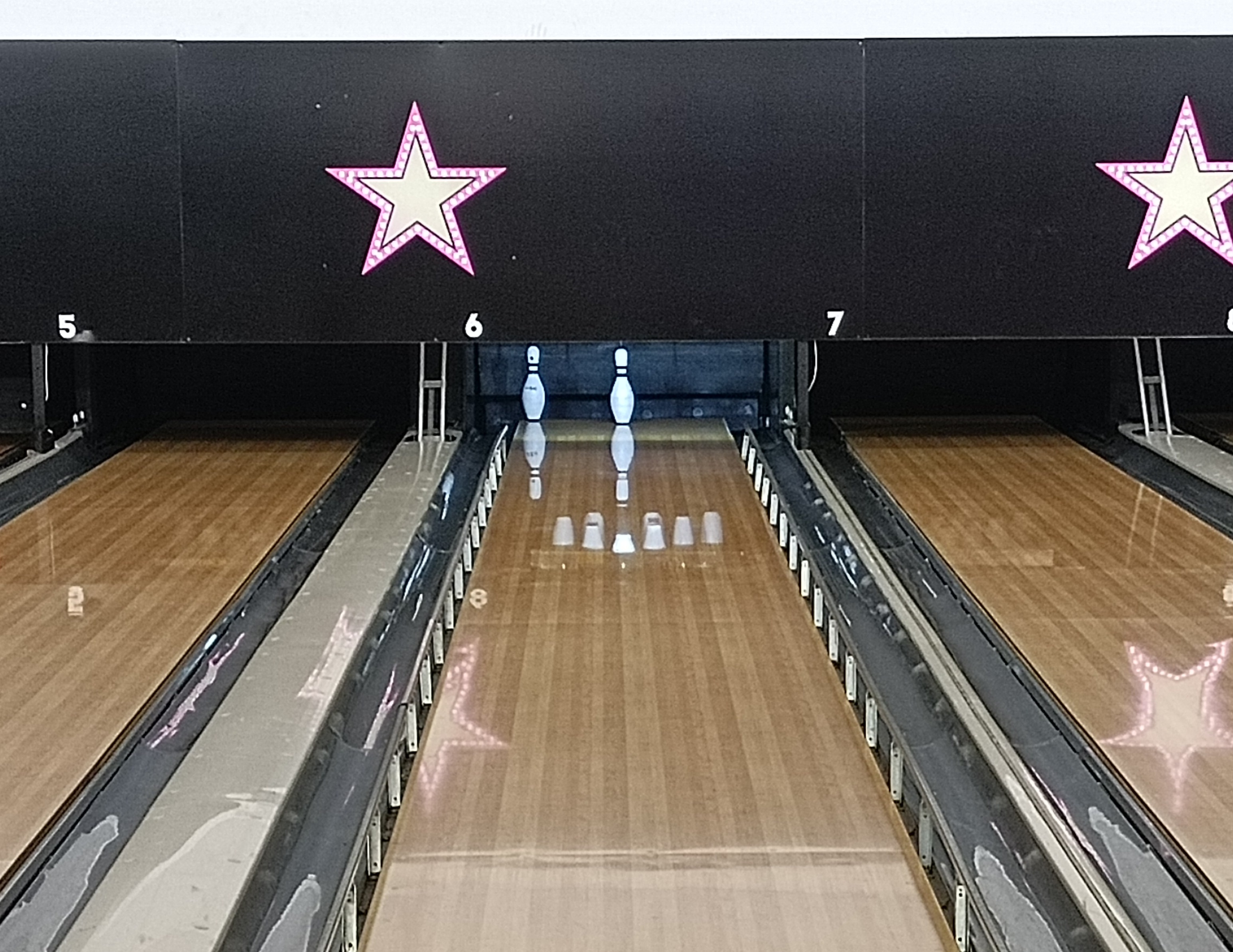
保齡球道上的 5-7 殘瓶，難道為中等

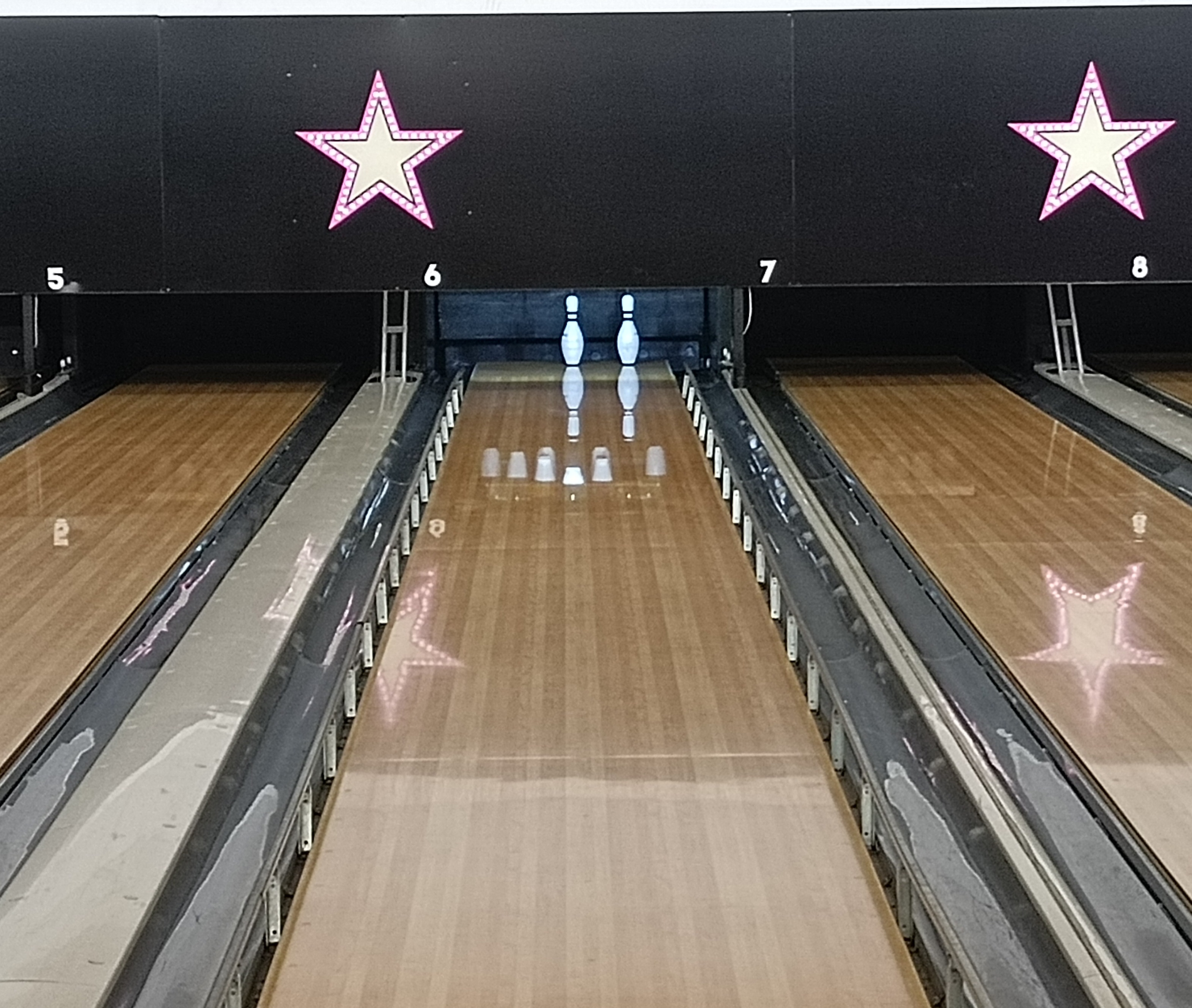
保齡球道上的 5-6 殘瓶，為難道較低的組合

| 殘瓶的命名 |                                               | |
| 圖示       | 殘瓶名稱                                      | 說明 |
|            | 尚未丟出球的排列(全部)                        | 當沒有擊出strike時，就會有殘瓶留下來。而有些特別困難或外形特別的殘瓶就會被給予特別的名稱。這些不是專有名詞，而多半是選手們流傳下來的命名。保齡球瓶的排列是正三角形，依照位置來給球瓶號碼。 |
|            | LILY                                          | 美國人稱百合花，又稱大三元。 |
|            | 'Bye-bye split、Fit split、Side-by-side split | 只要任兩瓶相連的殘瓶都算是。因其外形就像情侶一樣，而要解到這個殘瓶需要從中間同時打到兩個球瓶，但是兩個球瓶就會朝向相反的方向飛去，看似"分手"而命名。                                       |
|            | Poison ivy                                    | 因其外形很像纏繞在一起的藤蔓而命名。可以是2-4-7或3-6-10。 |
|            | Christmas tree                                | 因其外形就像聖誕樹而命名。 |
|            | Baby split                                    | 也就是所謂的背娃娃，與下面的In the dark差別在於後面的瓶有露出頭就像背著娃娃讓小娃娃的頭露出來跟人打招呼，可以是3-10或是2-7。                                                               |
|            | Big four、Happy birthday                      | 因其外形像慶祝生日的蛋糕上面的蠟燭而命名。 |
|            | In the dark、Double woods                     | 幕後黑手，因位於最後一排的8號瓶隱藏在2號瓶後面的黑暗處就像電玩遊戲裡面躲在魔王後面的大魔王而命名，可以是2-8或3-9。                                                                         |
|            | Dime store                                    | 指廉價商店，可以是5-7或5-10。 |
|            | Picket fence                                  | 因其外形像柵欄而命名，可以是1-2-4-7或1-3-6-10。 |
|            | Impossible split、Snake eye                   | 難度最高，幾乎不可能解到而命名；或因外形像蛇的眼睛，選手就像被蛇給盯住動彈不得而命名。 |

## 基本禮節
1. 打保齡球時，務必換上保齡球專用的鞋。
2. 記住自己選的球，切勿和別人混在一起，也不要拿別人的球來丟。
3. 盡量禮讓相鄰球道的球友，等對方完成投球動作，再開始動作。另外，通常先讓右邊的球道投球，不要同時跟兩旁的球道投球。
4. 無論是準備、投球還是完成動作的時候，都不要在球道上逗留太久，會造成旁邊球道等待過久。
5. 盡量不要用丟的方式投球使球從空中掉落在球道造成球道損壞。
6. 盡量不要大聲喧鬧影響到隔壁球道的球友投球。

## 保齡球術語
- 預備姿勢：開始助跑前的姿勢。
- 失誤（miss）：投球兩次後留下一個以上的球瓶。
- 公用球（house ball）：球館準備給沒有帶球或是沒球的球友的球。
- 球道條件（lane condition）：依照其塗油分佈方式及地方的不同，會影響到球的速度及彎曲方式。
- 球溝（gutter）：球道兩側所作的溝。
- 洗溝（gutter ball）：球落進球溝。
- 全倒（Strike）：每一格第一球，場面上所有球瓶全被擊倒（全中）。
- 兩次全倒（Double）：連續兩次全倒（全中）。
- 火雞（英语：Turkey bowling）（Turkey）：連續三次全倒（全中）。關於名字的由來據說是保齡球在中世紀歐洲的農民在農閒或是在節慶的休閒運動，當時要打到連續3次全倒非常困難，所以在感恩節時大家就拿火雞（非后来的美洲火鸡）當作是打出來的獎品而流傳下來。
- 火腿骨（Hambone）：連續四次全倒（全中）。
- 背包者（Bagger）：指連續全中次數。Five Bagger代表連續五次全倒（全中）。
- 犯規（fouling）：投球中或完成時腳超過犯規線，該次投球0分。
- 補中（英语：Spare (bowling)）（spare）：每局第二球，場面上剩餘球瓶全被擊倒（擊中）。
- 反全倒（Brooklyn / Jersey）: 以反常軌道進入1－2瓶（右撇子）間空隙達至全倒。左撇子是1－3瓶，稱 Jersey。